# Fandom
Cette page concerne les sous-cultures. Pour l'hébergeur de wikis, voir Fandom (site web).
 (juillet 2013).
Si vous disposez d'ouvrages ou d'articles de référence ou si vous connaissez des sites web de qualité traitant du thème abordé ici, merci de compléter l'article en donnant les références utiles à sa vérifiabilité et en les liant à la section « Notes et références ».
Un fandom (mot anglais composé de fan [pour fanatic] suivi du suffixe dom [pour domain]) est la sous-culture propre à un ensemble de fans (ou fanbase, en français « base de fans »), c'est-à-dire tout ce qui touche au domaine de prédilection d'un groupe de personnes et qui est organisé ou créé par ces mêmes personnes.
Les fans enthousiastes de certains domaines, phénomènes ou personnes se manifestent souvent dans un fandom. Les fans s'intéressent au moindre détail de l'objet de leur admiration. L'objet d'un fandom tient en général du sport ou du divertissement.
Un fandom peut se développer autour de n'importe quel domaine d'intérêt ou d'activité humaine. Le sujet d'intérêt des fans peut être étroitement défini, se concentrer sur quelque chose comme une célébrité individuelle ou englober des passe-temps, des genres ou des modes entiers. Alors qu'il est maintenant utilisé pour s'appliquer à des groupes de personnes fascinées par n'importe quel sujet, le terme a ses racines chez ceux qui apprécient avec enthousiasme le sport. Le dictionnaire de Merriam-Webster retrace l'utilisation du terme jusqu'en 1903.

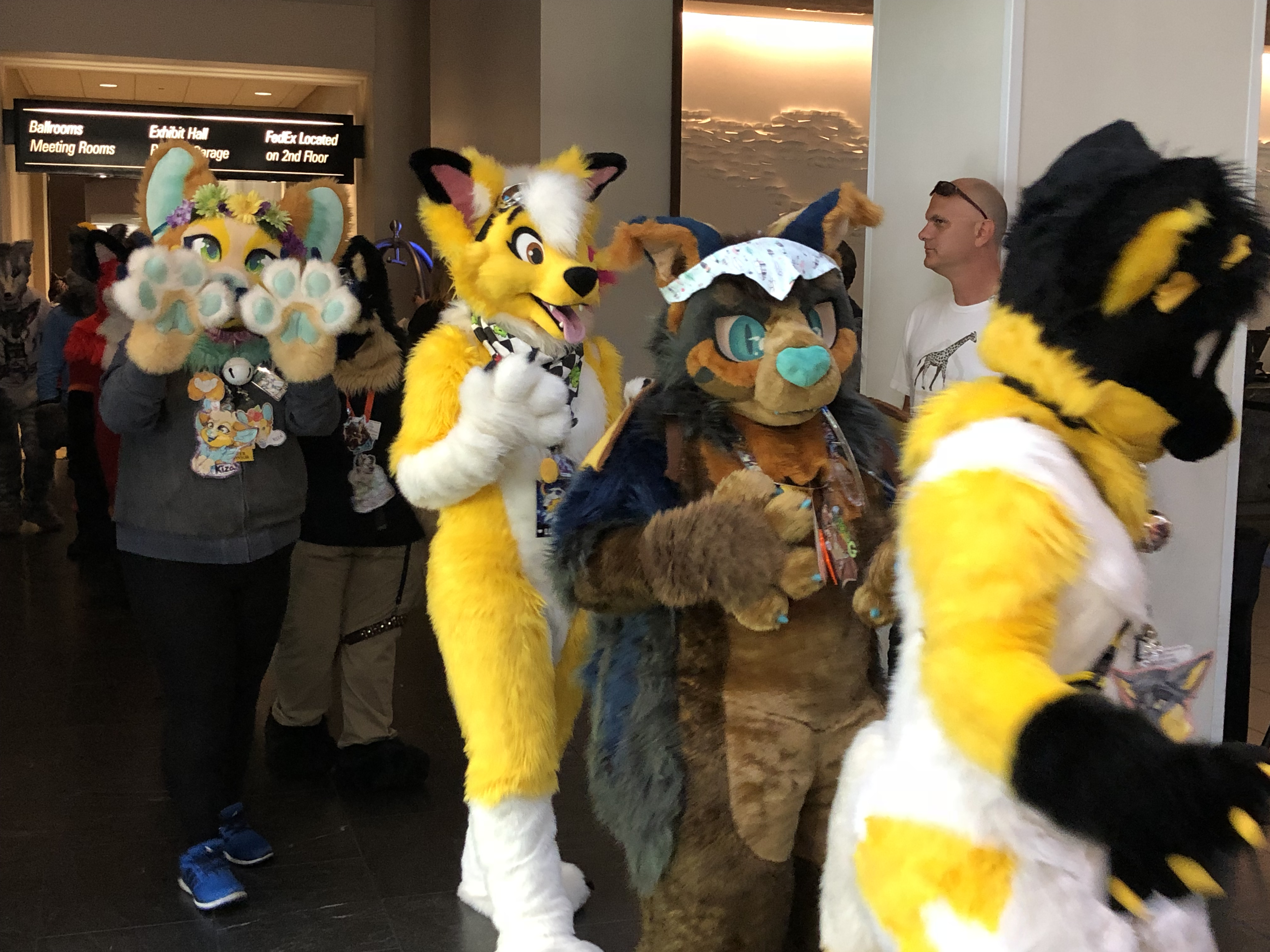
Convention en fursuit de la communauté fandom furry.

Les membres d'un fandom s'associent les uns aux autres, assistent à des réunions ou conventions de fans, publient et échangent des fanzines. Depuis l'arrivée des ordinateurs personnels dans les années 2000, ces communautés existent aussi sur internet. Certains fans écrivent des fanfictions, dessinent des fanarts ou produisent des fan edits. Certains sites sont connus pour accueillir ces fanworks : Archive Of Our Own, LiveJournal, Tumblr, Wattpad...

## Notion de «culte»
En France, les universitaires Mélanie Bourdaa, Éric Maigret, David Peyron, notamment, ont cherché à définir le consommateur se réclamant d’un fandom, mais également, à mettre un terme à toute analogie religieuse liée aux pratiques observées à l’aube de la convergence numérique.
David Peyron parle d’un public entretenant un rapport de culte avec les œuvres. La notion alors employée est à coupler avec celle d’œuvres cultes et ne renvoie en aucun cas à une connotation religieuse. Au travers de l’étude de genre, et en particulier la culture geek il évoque ce qu’il nomme des œuvres fondatrices telles que Star Wars, Le Seigneur des anneaux, Star Trek. Des œuvres entendues ici comme des éléments identitaires communs fédérant des individus.
Mélanie Bourdaa utilise cette dénomination afin de mettre en tension l’idée d’« une adoration et une vénération sans limite ». Tout comme Éric Maigret, elle rejette toute affiliation au culte religieux. Elle entend ici la nécessité pour le fan d’être éduqué à la culture interne du groupe, parfois véritablement encyclopédique. En effet, pour David Peyron, la connaissance des détails « n’est pas l’apanage de tous les publics mais celui des fans pour qui les détails significatifs sont un élément de distinction exogène (par rapport au grand public) et endogène (dans la communauté) ». Il s’agit donc d’un culte de la connaissance, un culte de l’expertisation d’un sujet, plutôt que d’une forme de culte apparenté au culte religieux.

## Relation avec l'industrie des médias
L'industrie du divertissement cinématographique et télévisuel désigne l'ensemble des fans dévoués à un domaine d'intérêt particulier, qu'ils soient organisés ou non, sous le nom de «fanbase».
Les fans des médias, ont, à l'occasion, organisé au nom de séries télévisées annulées, avec un succès notable dans des cas tels que Star Trek en 1968, Cagney & Lacey en 1983, Xena : Warrior Princess, en 1995, Roswell en 2000 et 2001 (annulée définitivement à la fin de la saison 2002), Farscape en 2002, Firefly en 2002 et Jericho en 2007. (Dans le cas de Firefly, le résultat était le film Serenity et non une autre saison.) Ce sont également les fans qui ont facilité la poussée pour créer un film Veronica Mars à travers une campagne Kickstarter. Les fans de l'émission Chuck ont lancé une campagne pour empêcher l'émission d'être annulée en utilisant un hashtag Twitter et en achetant des produits aux sponsors de l'émission. Les fans d'Arrested Development se sont battus pour que le personnage de Steve Holt soit inclus dans la quatrième saison. La campagne comprenait un compte Twitter et Facebook, un hashtag et un site Web.
De tels tollés, même en cas d'échec, suggèrent une prise de conscience croissante de la part des consommateurs de divertissement, qui semblent de plus en plus susceptibles de tenter d'affirmer leur pouvoir en tant que bloc. L'activisme des fans en faveur de la grève de 2007 de la Writers Guild of America via Fans4Writers semble être une extension de cette tendance.
Dans la science-fiction, un grand nombre de praticiens et d'autres professionnels du domaine, non seulement des écrivains mais des éditeurs et des éditeurs, sont eux-mêmes issus et participent traditionnellement au fandom de science-fiction, de Ray Bradbury à Harlan Ellison. Ed Brubaker était un fan des bandes dessinées de Captain America quand il était enfant et était tellement contrarié que Bucky Barnes ait été tué qu'il a travaillé sur des moyens de le ramener. L'arc du soldat de l'hiver a commencé en 2004, et dans le sixième numéro de 2005, il a été révélé que le soldat de l'hiver était Bucky Barnes. De nombreux auteurs écrivent des fanfictions sous des pseudonymes. Lev Grossman a écrit des histoires dans les univers Harry Potter , Adventure Time et How to Train Your Dragon . S. E. Hinton a écrit à la fois sur Supernatural et sur ses propres livres, The Outsiders. Les acteurs de cinéma se déguisent souvent en autres personnages pour apprécier d'être un fan régulier par contre. Daniel Radcliffe a joué le rôle de Spider-Man au Comic-Con de San Diego en 2014.  Avant la sortie de The Amazing Spider-Man, Andrew Garfield déguisé en Spider-Man et a prononcé un discours sur ce que Spider-Man signifiait pour lui et remerciant les fans pour leur soutien.
La relation entre les fans et les professionnels a changé en raison de l'accès aux plateformes de médias sociaux comme Twitter et Facebook. Ceux-ci donnent aux fans un meilleur accès aux personnalités publiques telles que les créateurs, les auteurs et les acteurs. Les plateformes en ligne offrent également aux fans plus de moyens de se connecter et de participer à des fandoms.

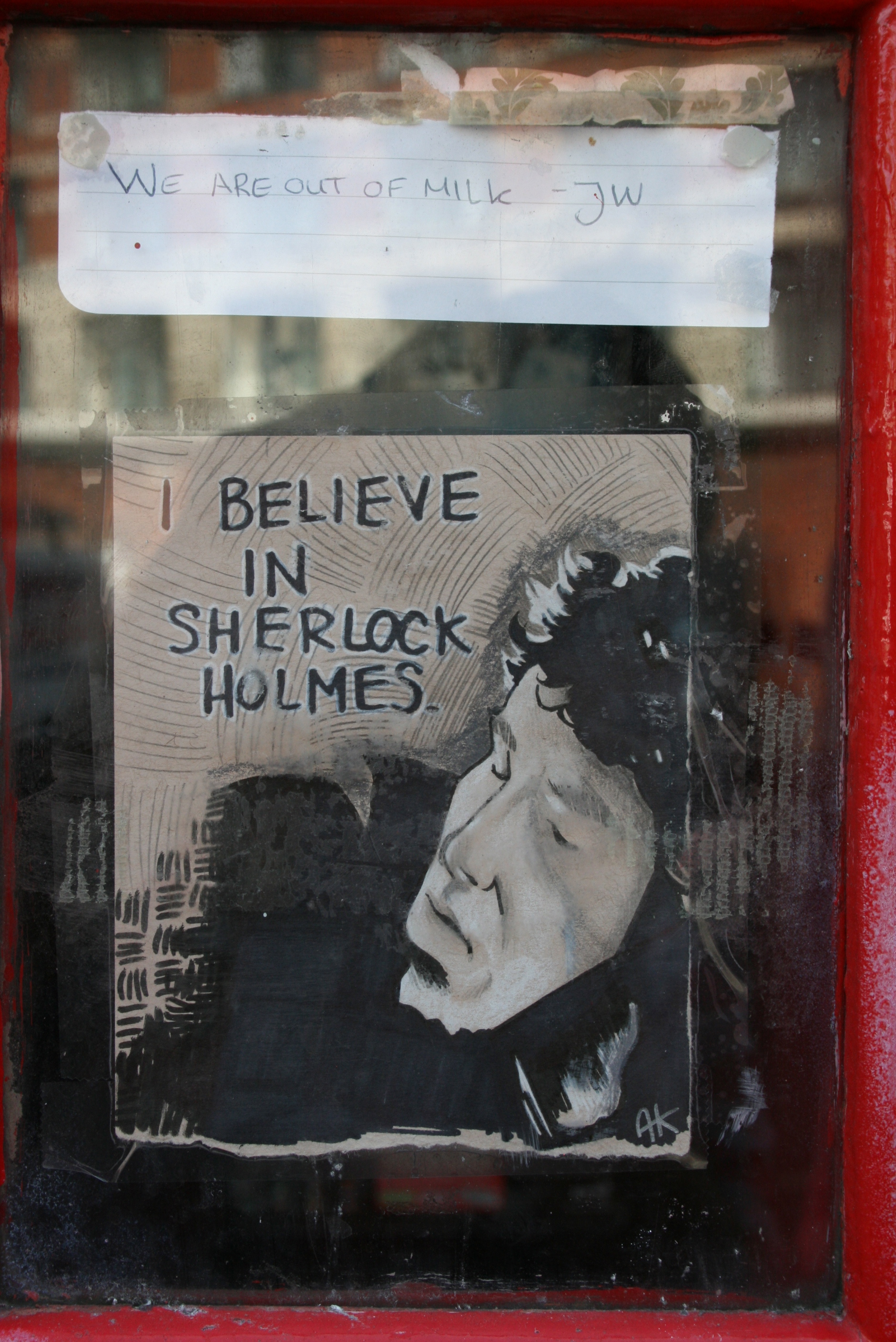
Fan art pour la série télévisée Sherlock sur une cabine téléphonique anglaise

Certains fans ont fait du travail qu'ils font dans le fandom une carrière. Le livre Fifty Shades of Grey d'E. L. James était à l'origine une fan fiction de la série Twilight publiée sur FanFiction.Net. L'histoire a été retirée pour contenu mature qui violait les conditions d'utilisation du site. James a réécrit l'histoire pour supprimer toute référence à Twilight et s'est auto-publié sur The Writer's Coffee Shop en mai 2011. Le livre a été publié par Random House en 2012 et était très populaire, se vendant à plus de 100 millions d'exemplaires.  De nombreux fans n'étaient pas contents que James utilise la fan fiction pour gagner de l'argent et estimaient que ce n'était pas dans l'esprit de la communauté. Il y a une controverse sur le fait que les fans ne sont pas payés pour leur temps ou leur travail. Les sociétés de jeux utilisent des fans pour tester leurs jeux en alpha et en bêta en échange d'un accès anticipé ou de produits promotionnels.  L'émission télévisée Glee a utilisé des fans pour créer du matériel promotionnel, bien qu'ils ne les aient pas indemnisés.
L'industrie du divertissement a fait la promotion de son travail directement auprès des membres de la communauté fandom en parrainant et en présentant lors d'événements et de conventions dédiés au fandom. Les studios créent fréquemment des expositions élaborées, organisent des panels mettant en vedette des célébrités et des écrivains de films et de télévision (pour promouvoir à la fois les travaux existants et les travaux à paraître), et engagent directement les fans avec des sessions de questions-réponses, des avant-premières et fourniture de produits promotionnels de marque. L'intérêt, la réception et la réaction de la communauté fandom aux œuvres promues ont une influence marquée sur la façon dont les studios de cinéma et autres procèdent aux projets et produits qu'ils exposent et promeuvent.